# Weltmeisterschaften der Rhythmischen Sportgymnastik 2009
Die 29. Weltmeisterschaften der Rhythmischen Sportgymnastik fanden vom 7. bis 13. September 2009 in Ise, Präfektur Mie, Japan statt.

## Ergebnisse

### Mehrkampf-Einzel
| Rang | Nation   | Athletin           |
| ---- | -------- | ------------------ |
| 1    | Russland | Jewgenija Kanajewa |
| 2    | Russland | Darja Kondakowa    |
| 3    | Ukraine  | Hanna Bessonowa    |

### Mehrkampf-Mannschaft
| Rang | Nation        | Athletin                                                           |
| ---- | ------------- | ------------------------------------------------------------------ |
| 1    | Russland      | Jewgenija Kanajewa Olga Kapranowa Darja Kondakowa Darja Dmitrijewa |
| 2    | Belarus       | Melizina Stanjuta Swjatlana Rudalawa Ljubou Tscharkaschyna         |
| 3    | Aserbaidschan | Aliya Garajewa Anna Gurbanowa Zeynab Javadli                       |

### Gruppe-Mehrkampf
| Rang | Nation   | Athletin |
| ---- | -------- | --- |
| 1    | Italien  | Elisa Blanchi Giulia Galtarossa Romina Laurito Daniela Masseroni Angelika Savrayuk Elisa Santoni                         |
| 2    | Belarus  | Alessia Babuschkina Dzina Haitsiukewitsch Marina Hanscharowa Anastassija Iwankowa Kseniya Sankowitsch Alina Tumilowitsch |
| 3    | Russland | Uljana Donskowa Saria Korolewa Ekaterina Malygina Anastassija Maximowa Natalja Pischuschkina Daria Tscherbakowa          |

### Gruppe-Mehrkampf mit einem Gerät
| Rang | Nation   | Athletin                                                                                              |
| ---- | -------- | --- |
| 1    | Russland | Uljana Donskowa Ekaterina Malygina Anastassija Maximowa Natalja Pischuschkina Daria Tscherbakowa      |
| 2    | Italien  | Elisa Blanchi Giulia Galtarossa Romina Laurito Angelika Savrayuk Elisa Santoni                        |
| 3    | Belarus  | Alessia Babuschkina Dzina Haitsiukewitsch Anastassija Iwankowa Kseniya Sankowitsch Alina Tumilowitsch |

### Gruppe-Mehrkampf mit zwei Geräten
| Rang | Nation   | Athletin                                                                                             |
| ---- | -------- | --- |
| 1    | Italien  | Elisa Blanchi Romina Laurito Daniela Masseroni Angelika Savrayuk Elisa Santoni                       |
| 2    | Belarus  | Dzina Haitsiukewitsch Marina Hanscharowa Anastassija Iwankowa Kseniya Sankowitsch Alina Tumilowitsch |
| 3    | Russland | Uljana Donskowa Saria Korolewa Ekaterina Malygina Anastassija Maximowa Natalja Pischuschkina         |

### Reifen
| Rang | Nation   | Athletin           |
| ---- | -------- | ------------------ |
| 1    | Russland | Jewgenija Kanajewa |
| 2    | Russland | Darja Kondakowa    |
| 3    | Belarus  | Melizina Stanjuta  |

### Band
| Rang | Nation    | Athletin           |
| ---- | --------- | ------------------ |
| 1    | Russland  | Jewgenija Kanajewa |
| 2    | Ukraine   | Hanna Bessonowa    |
| 3    | Bulgarien | Silviya Mitewa     |

### Ball
| Rang | Nation        | Athletin           |
| ---- | ------------- | ------------------ |
| 1    | Russland      | Jewgenija Kanajewa |
| 2    | Aserbaidschan | Aliya Garajewa     |
| 3    | Ukraine       | Hanna Bessonowa    |

### Seil
| Rang | Nation   | Athletin           |
| ---- | -------- | ------------------ |
| 1    | Russland | Jewgenija Kanajewa |
| 2    | Russland | Darja Kondakowa    |
| 3    | Ukraine  | Hanna Bessonowa    |

### Medaillenspiegel
| Rang | Nation        | Gold | Silber | Bronze | Gesamt |
| ---- | ------------- | ---- | ------ | ------ | ------ |
| 1    | Russland      | 7    | 3      | 2      | 12     |
| 2    | Italien       | 2    | 1      | -      | 3      |
| 3    | Belarus       | -    | 3      | 2      | 5      |
| 4    | Ukraine       | -    | 1      | 3      | 4      |
| 5    | Aserbaidschan | -    | 1      | 1      | 1      |
| 6    | Bulgarien     | -    | -      | 1      | 1      |